# 제1차 세계 대전의 여파
제1차 세계 대전의 여파로 유라시아, 아프리카, 심지어 직접적으로 관련된 지역 이외의 지역에서 정치적, 문화적, 경제적, 사회적 변화가 극심했다. 전쟁으로 4개의 제국이 무너지고, 옛 나라가 무너지고, 새로운 나라가 형성되고, 경계가 다시 열리고, 국제 기구가 세워지고, 많은 새롭고 오래된 이념이 사람들의 마음에 확고히 자리 잡았다. 제1차 세계 대전은 또한 독일(1919년 독일 연방 선거)에서와 같이 역사상 처음으로 거의 보통선거를 가져옴으로써 분쟁에 연루된 대부분의 주요 정당에 정치적 변혁을 가져오고 선거 민주주의 국가로 변모시키는 효과를 가져왔다. 영국(1918년 영국 총선), 터키(1923년 터키 총선)

## 독일 봉쇄
1918년 11월 11일 정전협정 이후 1919년 6월 28일 독일과의 평화조약이 체결될 때까지 연합군은 전쟁 중에 시작된 독일에 대한 해상 봉쇄를 유지했다. 독일은 수입 의존도가 높아 52만3000명의 민간인이 목숨을 잃은 것으로 추산된다.셰필드 대학의 N. P. 하워드는 분쟁이 끝난 후 8개월 동안 25만 명이 더 질병이나 기아로 사망했다고 말한다.작가 로버트 레키가 『Delivered From Evil』에서 쓴 것처럼 전투가 끝난 후에도 계속되는 봉쇄는 "독일인들을 괴롭히고 ... 절망의 분노로 그들을 악마의 팔로 몰아넣는 것"에 많은 영향을 미쳤다.휴전 협정의 조건은 식품이 독일로 배송되는 것을 허용했지만 연합군은 독일이 그렇게 할 수 있는 수단(배송)을 제공할 것을 요구했다. 독일 정부는 미국으로부터 대출을 받을 수 없었기 때문에 보유하고 있는 금을 사용해야 했다.역사가 샐리 앤 마크스는 "연합군 군함이 적대 행위 재개 가능성에 대비하여 제자리에 남아 있는 동안, 연합군은 휴전 이후 식량과 약품을 제공했지만 독일은 군함이 보급품을 운반하는 것을 허용하지 않았다"고 주장한다. 또한 마크스는 독일 정부로부터 연합군이 직면한 문제에도 불구하고 "베르사유에서 돌격이 이루어지기 전에 연합군의 식품 선적이 연합군 선박에 도착했다"고 말한다.이 입장은 또한 독일 인구를 먹여 살리기 위해 연합군 태스크 포스가 1919년 초에 설립되었고 1919년 5월까지 "독일이 미국과 연합군의 식품 선적의 주요 수령국이 되었다"고 언급한 엘리자베스 글레이저도 지지한다. 글레이저는 추가로 1919년 초에 주요 구호 활동이 계획되고 있는 동안 프랑스가 바이에른과 라인란트에 식량을 제공했다고 주장한다. 그녀는 또한 독일 정부가 상선을 연합군에 항복하는 것을 거부함으로써 구호 노력을 지연시켰다고 주장한다. 마지막으로, 그녀는 "구호 노력의 바로 그 성공은 사실상 [협상군]이 독일이 베르사유 조약에 서명하도록 유도할 확실한 위협을 박탈했다.그러나 적대행위가 종료된 후 8개월 동안 봉쇄가 계속된 경우도 있으며, 일부 추정에 따르면 기아로 독일 민간인 중 100,000명의 추가 사상자가 발생했으며 이미 수십만 명의 사상자가 발생했다. 더욱이 식량 선적은 전적으로 연합군의 선의에 의존하여 적어도 부분적으로는 적대 행위 이후의 불규칙성을 야기했다.

## 파리 강화회담

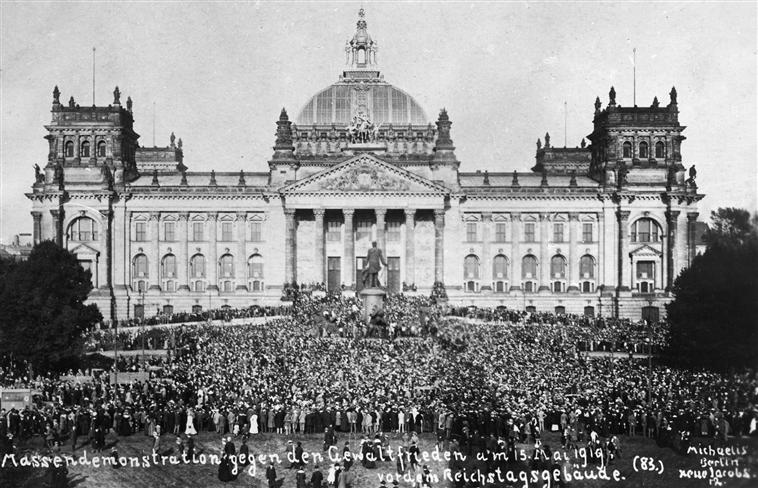
독일 의회 건물 앞에서 조약에 반대하는 시위

1919년 파리 평화회의 이후 1919년 6월 28일 독일과 프랑스, 이탈리아, 영국 및 기타 소규모 동맹국 간에 체결된 베르사유 조약이 공식적으로 양국 간의 전쟁을 종식시켰다. 다른 조약은 미국과 다른 동맹국의 관계를 종료시켰다. 베르사유 조약의 440개 조항에는 독일이 전쟁의 "모든 손실과 피해를 야기한" 책임을 공식적으로 인정하고 경제적 배상금을 지불하라는 요구가 포함되어 있었다. 이 조약은 독일군 장비를 크게 제한했고 독일군은 100,000명으로 줄어들었다. 독일은 탱크, 전함, 장갑차, 잠수함과 같은 주요 군사 무기를 소유할 수 없었다.

## 스페인 독감

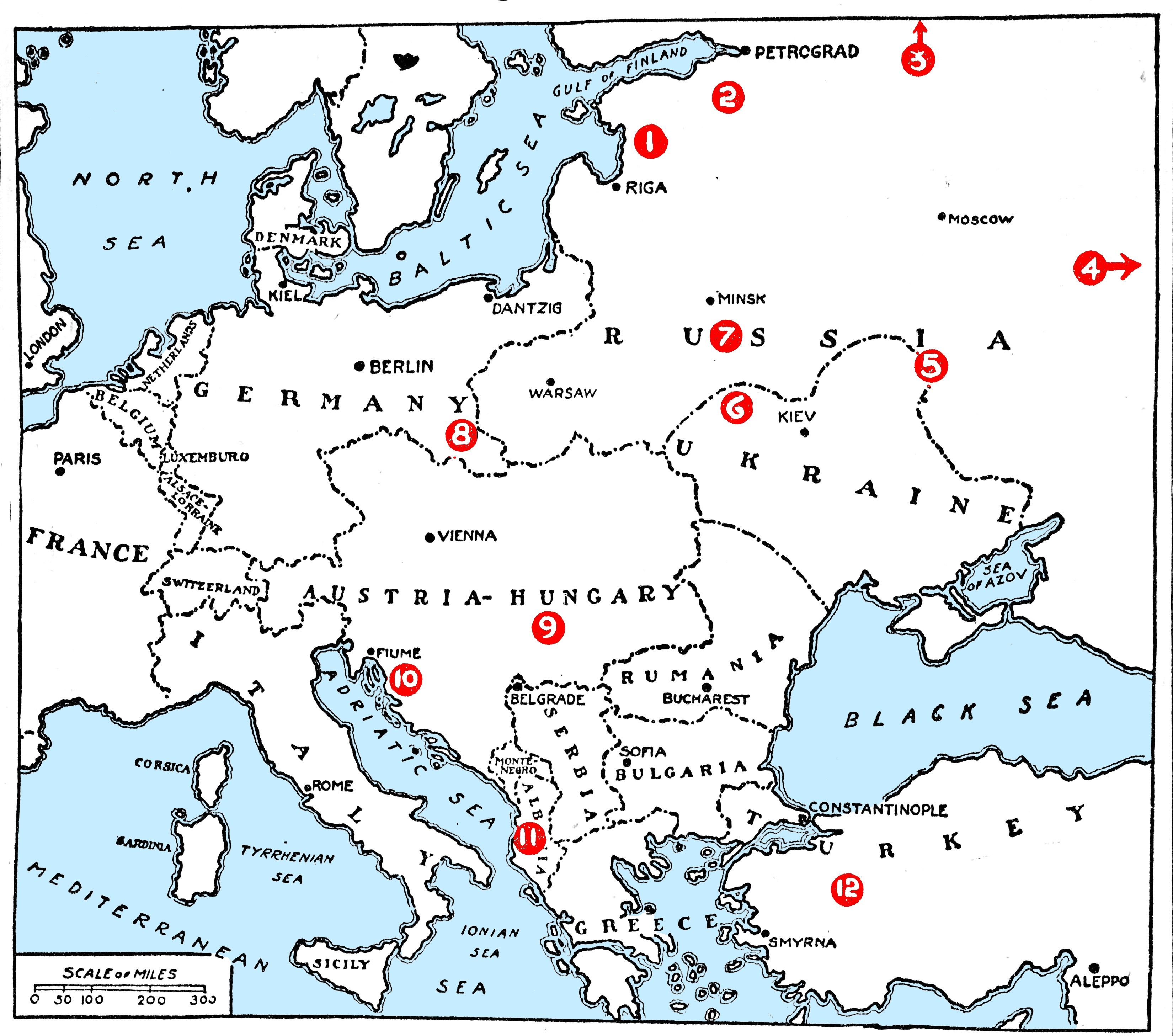
뉴옥 트리뷴은 1919년 11월 9일에 제1차 세계 대전이 끝난 지 1년 후인 1919년에 유럽에서 진행 중인 무력 충돌의 지도를 인쇄했다. (숫자 순서대로) 발트해 연안 국가의 독립 전쟁, 유데니히 장군의 백군, 북러시아 개입, 시베리아의 콜차크 장군 백군, 데니킨 장군의 백군, 페트루라 장군의 우크라이나 국장, 소련-폴란드 전쟁, 폴란드와 독일 간의 실레지아 위기, 루마니아의 헝가리 점령, 가브리엘레 단눈치오는 피우메을 점령하고 이탈리아 이탈리아 카르나로 섭정, 알바니아에서의 난잡한 싸움, 터키 독립 전쟁

역사가들은 1918년 유행성 독감이 전쟁의 결과에 미친 영향에 대해 계속해서 논쟁하고 있다. 동맹국이 협상군보다 먼저 바이러스에 노출되었을 수 있다고 가정되었다. 휴전 이후 전염병의 직격탄을 맞은 동맹국들에 비해 전쟁 중 발생한 피해가 더 컸다. 전염병의 범위가 인식되었을 때 연합국과 중앙 열강의 각각의 검열 프로그램은 질병의 진정한 정도에 대한 대중의 지식을 제한했다. 스페인은 중립적이기 때문에 그들의 언론은 독감이 그곳에서 시작되었다는 인상을 주기 위해 자유롭게 독감에 대해 보도했다. 이러한 오해로 인해 "스페인 독감"이라는 이름의 현대 보고서가 나왔다. St Bartholomew's Hospital과 Royal London Hospital의 바이러스학자인 존 옥스포드가 이끄는 영국 팀의 조사 작업에 따르면 프랑스 Étaples의 주요 병진 및 병원 캠프는 1918년 독감 유행의 중심지임이 거의 확실하다. 중요한 전구체 바이러스는 새에 숨겨져 있었고 전면 근처에 보관된 돼지로 돌연변이되었다.정확한 사망자 수는 알려지지 않았지만 전 세계적으로 인플루엔자 발병으로 약 5천만 명이 사망한 것으로 추정된다.2005년 한 연구에 따르면 "1918년 바이러스 변종은 조류에서 발생했으며 21세기에 또 다른 세계적 대유행에 대한 두려움을 촉발한 '조류 독감'과 유사했지만 바이러스를 생산하지 않는 정상적인 치료 가능한 바이러스임이 입증되었다."

## 소수 민족
독일 제국, 러시아 제국, 오스트리아-헝가리 제국, 오스만 제국이 해체되면서 동유럽과 중동에 새로운 국가들이 많이 생겨났다.체코슬로바키아와 폴란드와 같은 일부 국가에는 동료 민족과 단절된 새로운 경계에 때때로 완전히 만족하지 못하는 상당한 소수 민족이 있었다. 예를 들어 체코슬로바키아에는 독일인, 폴란드인, 루테니아인과 우크라이나인, 슬로바키아인과 헝가리인이 포함되어있었고 국제 연맹은 이 문제를 해결하기 위해 다양한 소수 민족 조약을 후원했지만 1930년대에 연맹이 쇠퇴하면서 이러한 조약은 점점 더 집행할 수 없게 되었다. 국경의 대대적인 재조정과 전쟁 여파로 인한 정치적 변화의 결과 중 하나는 많은 수의 유럽 난민이었다. 이들과 러시아 내전의 난민들은 난센 여권을 만들었다. 소수 민족은 국경의 위치를 일반적으로 불안정하게 만들었다. 1918년 이후로 국경이 변경되지 않은 곳에서는 종종 주데텐란트 독일인과 같은 소수 민족 집단이 추방되었다. 이 작은 국가들 사이의 경제 및 군사 협력은 미미하여 독일과 소련의 패배한 강대국이 이 지역을 지배할 잠재 능력을 유지했다. 전쟁 직후 패배는 독일과 소련 간의 협력을 주도했지만 궁극적으로 이 두 세력은 동유럽을 지배하기 위해 경쟁하게 되었다.
아르메니아 고원의 토착 주민인 약 150만 명의 아르메니아인이 젊은 투르크 정부에 의해 자행된 아르메니아인 대량 학살의 결과로 터키에서 학살되었다.

## 정치적 격변

### 새로운 국가의 탄생
1918년 독일군과 오스트리아군은 러시아군을 패배시켰고, 모스크바의 새 공산당 정부는 1918년 3월 브레스트-리토프스크 조약에 서명했다. 이 조약에서 러시아는 에스토니아, 핀란드, 라트비아, 리투아니아, 우크라이나 및 폴란드 의회의 영토였으며 "인구와 일치하여 이 영토의 미래 상태를 결정하는" 일은 독일과 오스트리아-헝가리 제국에 맡겨졌다. 나중에 블라디미르 레닌 정부도 폴란드 분할 조약을 파기하여 폴란드가 1772년 국경을 주장할 수 있게 되었다. 그러나 브레스트-리토프스크 조약은 독일이 1918년 후반에 패하면서 무효가 되었고, 동유럽의 많은 지역이 불확실한 위치에 놓이게 되었다.

### 혁명
1917년에서 1920년 사이에 여러 유럽 국가, 특히 독일과 헝가리에서 극좌적이고 종종 명백하게 공산주의 혁명 물결이 일어났다. 제1차 세계 대전의 궁핍으로 촉발된 가장 중요한 사건은 1917년 러시아 혁명이었다.

### 독일
독일에서는 사회주의 혁명이 일어나 독일의 (주로 도시) 지역에 다수의 공산주의 정치 체제가 잠시 수립되고, 빌헬름 2세의 퇴위와 바이마르 공화국이 수립되었다.
1919년 6월 28일 바이마르 공화국은 연합군의 계속적인 진격의 위협을 받아 베르사유 조약에 서명할 수밖에 없었다. 독일은 일방적인 조약을 굴욕으로 여겼고 전체 전쟁의 책임을 이 조약으로 돌렸다. 조약의 목적은 재정적 배상을 정당화하기 위해 독일에 죄를 전가하는 것이지만, 비난의 개념은 독일 사회의 정치적 문제로 뿌리를 내렸고 독일 정부는 이 아이디어를 더욱 홍보하기 위해 선전을 퍼뜨렸고 이를 위해 전쟁 원인 연구 센터에 자금을 지원했다.
1,320억 마르크(315억 달러, 66억 파운드)가 배상금으로 독일에 요구되었으며 그 중 500억 달러만 지불해야 했다. 배상금을 지불하는 데 필요한 외화 구매 자금을 조달하기 위해 새로운 독일 공화국은 엄청난 양의 돈을 인쇄하여 재앙을 초래했다. 1921년과 1923년 사이에 초인플레이션이 독일을 괴롭혔으며 이 기간 동안 초기 상품인 금 마르크에 대한 법정화폐 파피에르 마르크의 가치는 가치의 1조분의 1(백만분의 1)으로 감소했다.1922년 12월 배상 위원회는 독일의 디폴트를 선언했고 1923년 1월 11일 프랑스군과 벨기에군이 1925년까지 루르를 점령했다.
이 조약에 따라 독일은 군대 규모를 100,000명으로 영구적으로 줄이고 탱크, 공군, U보트 함대를 파괴해야 했다.
독일은 상대적으로 적은 양의 영토를 덴마크, 체코슬로바키아, 벨기에로, 더 많은 부분을 프랑스(프랑스의 라인란트 임시 점령 포함)와 재건된 폴란드의 일부로 이전했다. 독일의 해외 식민지는 여러 연합국, 특히 아프리카의 영국으로 분할되었지만 독일의 단치히와 동프로이센의 분리를 포함하여 새로 독립된 폴란드 국가를 구성한 영토의 상실이었다. 가장 큰 분노를 일으킨 독일의 나머지 지역. 나치 선전은 그 조약이 불공정하다는 독일의 일반적인 견해에 영향을 미쳤다. 많은 독일인들은 이 조약을 합법적인 것으로 받아들이지 않았고 정치적 지지를 아돌프 히틀러에게 빌려주었다.

### 오스트리아-헝가리
전쟁이 중앙 열강에 대해 결정적으로 바뀌면서 오스트리아-헝가리 국민은 동맹국에 대한 믿음을 잃었고, 11월 휴전 이전에도 급진적 민족주의는 이미 1918년 11월 이후 중남부 유럽에서 여러 독립 선언으로 이어졌다. 광대한 지역에서 중앙 정부가 운영을 중단함에 따라 이 지역은 정부가 없음을 알게 되었고 많은 새로운 그룹이 그 공백을 메우려고 시도했다. 같은 기간 동안 인구는 식량 부족에 직면했고 대부분 전쟁 중 발생한 손실로 인해 의기소침해졌다. 열렬한 민족주의자부터 사회민주주의자, 공산주의자에 이르기까지 다양한 정당이 다양한 국적의 이름으로 정부를 수립하려고 시도했으며 다른 지역에서는 루마니아와 같은 기존 민족 국가가 자신의 것으로 간주되는 지역에 참여했다. 이러한 움직임은 외교관, 이상주의자 및 서방 동맹국의 삶을 복잡하게 만드는 사실상의 정부를 만들었다
하지만, 그렇게 효과적으로 수행할 수 있는 충분한 병력이 있는 경우는 거의 없었다. 그들은 자신의 의제를 이행해야 하는 지방 당국과 거래해야 했다. 파리에서 열린 평화회의에서 외교관들은 전쟁 중 도움을 청했던 민족주의자들의 경쟁적인 요구, 서방 동맹국의 전략적 또는 정치적 욕망, 14개조 평화 원칙의 정신을 구현한다.
예를 들어, 14개 조항에 명시된 자기 결정의 이상에 부응하기 위해 독일인은 오스트리아인이든 독일인이든 자신의 미래와 정부를 결정할 수 있어야 했다. 그러나 프랑스인들은 특히 독일의 확장이 큰 안보 위험이 될 것이라고 우려했다. 상황을 더욱 복잡하게 만드는 것은 체코인과 슬로베니아인과 같은 대표단이 일부 독일어권 지역에 대해 강력한 주장을 했다는 점이었다.
그 결과 많은 이상을 훼손하고 많은 동맹국의 기분을 상하게 했으며 그 지역에 완전히 새로운 질서를 수립한 조약이 있었다. 많은 사람들은 새로운 민족 국가가 지난 50년을 특징짓는 민족 간의 격렬한 다툼에서 벗어나 지역의 번영과 평화의 새 시대를 허용하기를 희망했으나 이 희망은 너무 낙관적이었다. 제1차 세계 대전 후 영토 구성의 변경 사항은 다음과 같았다.
- 독일계 오스트리아 공화국과 헝가리 민주 공화국을 수립하고 제국과의 연속성을 거부하고 합스부르크 가문을 영구 추방한다.

- 1920년 이후 헝가리의 새 국경에는 약 마자르족이 다수를 차지하는 지역을 포함하여 구 헝가리 왕국 땅의 3분의 2 그리고오스트리아 공화국은 독일이 지배하는 대부분의 지역에 대한 통제권을 유지했으나 오스트리아 제국이었던 곳에서 독일인이 다수를 차지하는 다른 여러 지역을 잃었다.

- 보헤미아, 모라비아, 오파바, 테셴 공국의 서쪽, 헝가리 북부의 대부분과 카르파티아 루테니아는 체코슬로바키아를 수립했다.

- 테셴 공국의 동쪽 부분인 갈리치아, 북부 Árva County와 Szepes County(헝가리 행정구역)는 폴란드로 할양되었다.

- 티롤과 트리에스테의 남쪽 절반은 이탈리아에 할양되었다.

- 보스니아 헤르체고비나, 크로아티아-슬라보니아 왕국, 메지무레, 달마티아, 슬로베니아, 시르미아, Bács-Bodrog(헝가리 행정구역)의 일부, 바라냐, Torontál 및 Temes (헝가리 행정구역)는 세르비아에 속하게 되었고 세르비아, 크로아티아 및 슬로베니아 왕국(이후 유고슬라비아)을 형성했다.

- 트란실바니아, 바나트, 크리사냐, 마라무레슈와 부코비나의 일부는 루마니아의 영토가 되었다.

- 톈진의 오스트리아-헝가리 조계지는 중화민국에 양도되었다. 이러한 변화는 베르사유 조약에서 인정되었으나 비록 베르사유 조약으로 인한 것은 아니었다. 이것들은 이후 생제르맹 조약과 트리아농 조약에서 더욱 상세해졌다. 1919년 조약은 일반적으로 소수 권리의 보장을 포함했지만 집행 메커니즘(enforcement mechanism)은 없었다. 동유럽의 새로운 국가들에는 대부분 소수 민족이 많아지게 되었다. 수백만 명의 독일인이 새로 생성된 국가에서 소수자로 살고있었고 200만 명이 넘는 헝가리인들이 루마니아, 체코슬로바키아, 세르비아, 크로아티아, 슬로베니아 왕국에서 헝가리 이외의 지역에 살고 있었다. 현대 정부가 종종 다른 민족을 희생시키면서 국가의 국가주의적 성격을 정의하려는 의도를 갖고 있었기 때문에 이러한 소수 민족 중 다수는 좋지 않은 상황에 처했다. 민족주의를 중심으로 수립된 새로운 주에서 소수 종교인들에게 전간기는 힘든 시기였다. 유대인들은 소수 종교와 독특한 하위 문화 때문에 특히 불신을 받았으며 이는 오스트리아-헝가리 제국 시대의 극적인 몰락이 되었다. 합스부르크 통치 기간 동안 반유대주의가 널리 퍼져 있었지만 유대인들은 대부분 다국적 국가와 군주제를 열렬히 지지했기 때문에 공식적인 차별을 받지는 않았다.[14] 전쟁의 경제적 혼란과 오스트리아-헝가리 관세 동맹의 종료는 많은 지역에서 큰 어려움을 야기했다. 전후 많은 국가가 민주주의 국가로 수립되었지만, 체코슬로바키아를 제외하고는 하나둘씩 어떤 형태의 권위주의적 통치로 되돌아갔다. 많은 사람들이 그 사이에서 다투었지만 효과적으로 경쟁하기에는 너무 약했다. 나중에 독일이 재무장했을 때 중남부 유럽의 민족 국가들은 공격에 저항할 수 없었고 오스트리아-헝가리 제국에 존재했던 것보다 훨씬 더 독일의 영향를 받게 되었다.

### 오스만 제국
대전쟁이 끝날 무렵 협상국은 콘스탄티노플을 점령했고 오스만 제국은 몰락했다. 1920년 8월 10일 오스만 제국은 대전쟁 중 협상국에게 입은 피해를 복구하기 위해 세브르 조약을 체결했으나 술탄은 이를 비준하지 않았다.
1919년 5월 18일 그리스가 스미르나를 점령하자 조약을 철회하려는 민족주의 운동이 일어났으며 오스만 사령관 무스타파 케말 아타튀르크 가 이끄는 터키 혁명가들은 세브르에서의 조약을 인정하지않고 그를 오스만 제국의 총감찰관으로 가장, 이스탄불을 떠나 삼순에서 나머지 오스만 군을 조직하여 조약에 정면으로 저항했다. 동부 전선에서는 1920년 아르메니아 침공과 러시아 S.F.S.R.과 카르스 조약 체결 후. 터키는 아르메니아와 볼셰비키가 집권한 러시아에게 빼앗긴 영토를 돌려받았다.
서부 전선에서는 터키 민족 운동군의 힘이 커지자 영국의 지원을 받은 그리스 왕국이 민족주의 운동가들에게 타격을 주기 위해 아나톨리아 깊숙이 침공했고 둠루피나르 전투에서 그리스 군대는 패배 후 후퇴하여 스미르나를 불태우고 아나톨리아에서 그리스 군대를 철수시켰다. 민족주의자들이 힘을 얻으면서 군대는 이스탄불을 되찾기 위해 진군했고, 그 결과 영국 총리 데이비드 로이드 조지가 사임해야할만한 사건인 차낙 위기가 발생했다. 터키 민족군이 아나톨리아와 이스탄불을 완전히 장악한 후, 세브르 조약은 현대의 터키 공화국을 탄생시킨 로잔 조약으로 대체되었다. 결국 터키는 제1차 세계 대전에서 패전 이후 조약을 뒤집고 협상국과 동등하게 협상할 수 있던 유일한 국가이 되었다.
로잔 조약에서 터키는 아라비아 반도의 영토 양도, 키프로스에 대한 영국의 영유권을 공식적으로 인정했다.  국제 연맹은 시리아와 레바논, 영국의 메소포타미아 및 팔레스타인 위임에 대해 A급 위임장을 부여했다. 아라비아 반도에 있는 오스만 영토의 일부는 현대 사우디 아라비아와 예멘의 일부 영토로 귀속되었다. 오스만 제국의 해체는 현대 중동 건설의 중추적인 이정표가 되었으며, 그 결과 이 지역에서 새로운 갈등이 생겨났음을 알 수 있었다.

### 러시아 제국
소련은 독일의 손실로부터 이익을 얻었는데, 휴전 협정의 첫 번째 조건 중 하나가 브레스트-리토프스크 조약의 폐기였기 때문이다. 휴전 당시 러시아는 700만 명이 넘는 사람들이 사망하고 국가의 넓은 지역이 황폐해진 내전의 손아귀에 있었다. 국가 전체가 사회적으로나 경제적으로 어려움을 겪었다.
리투아니아, 라트비아, 에스토니아가 독립했지만 1940년에 다시 소련에 점령되었다.
핀란드는 겨울 전쟁에서 국경을 위해 소련과 반복적으로 싸워야 했지만 지속적인 독립을 얻었다.
아르메니아, 조지아, 아제르바이잔이 코카서스 지역에서 독립 국가로 수립되었으나 1917년 러시아군이 철수한 후와 1920년 터키가 아르메니아를 침공하는 동안 터키는 아르메니아 영토인 아르트빈, 카르스, 이그디르를 점령했고 이러한 영토 손실은 영구적이었다. 터키와 러시아 적군의 침공의 결과로 1920년에 3개 캅카스 국가 모두가 소비에트 공화국으로 선언되었고 시간이 지남에 따라 소비에트 연방에 흡수되었다.
루마니아는 러시아로부터 베사라비아를 얻었다.
1920년 러시아의 톈진 조계지는 중국 북양 정부에 의해 점령되었다. 1924년 소련은 이 지역에 대한 소유권을 포기했다.

### 영국
그레이트 브리튼 아일랜드 연합왕국에서는 군자금을 조달하는 데 막대한 경제적 부담이 들었으며 이에 따라 세계 최대의 해외 투자자였으나 모든 정부 지출의 약 40%를 이자 지불로 구성하는 세계 최대의 채무국 중 하나가 되었다. 인플레이션은 1914년과 1920년의 정점 사이에 두 배 이상 증가한 반면 파운드화 가치(소비자 지출)는 61.2% 하락했다. 독일의 무료 석탄 형태의 전쟁 배상금은 지역 산업을 위축시켜 1926년 영국 총파업을 촉발했다.
영국의 해외 민간 투자가 매각되어 5억 5천만 파운드가 모였으나 전쟁 중에도 2억 5천만 파운드의 신규 투자가 이루어졌다. 따라서 순수 재정 손실은 약 3억 파운드였다.물질적 손실은 아주 조금이었다. 가장 중요한 것은 독일 U보트에 의해 침몰된 영국 상선의 40%였다. 이 대부분은 1918년에 재배치되었으며 모두 전쟁 직후에 재배치되었다.군사 역사가 코렐리 바넷(Correlli Barnett)은 객관적으로 제1차 세계 대전은 영국에 심각한 경제적 피해를 입히지는 않았으나 전쟁만이 영국에 심리적인 공격을 줬다고 주장했다.
구체적이지 않은 변화로는 영연방 국가의 주권 주장이 커지고 있었다. 오스트레일리아와 뉴질랜드의 갈리폴리 전투 참전, 캐나다의 비미 능선 전투와 같은 전투들은 국가적 자주성을 높이고 영국에 종속되는 것을 우려하게 하여 1920년대 외교 자치의 승인으로 이어졌다. 이 전투는 종종 전쟁 중 그들의 힘을 상징하는 선전으로 꾸며졌다. 뿐만아니라 영국령 인도와 나이지리아와 같은 식민지도 전쟁에 참전했기 때문에 점점 더 독립적이게 되었다. 이들 국가의 인구는 점점 더 자신의 강함과 영국의 쇠약함을 인식하게 했다.
아일랜드 내에서는 1914년 아일랜드 정부법의 연기, 1916년 부활절 봉기에 대한 정부의 강압적 대처와 1918년 아일랜드에 징병제 도입 시도 실패로 인해 나중에 악화된 연합 규정 문제를 해결하기 위해 제정됨에 따라 분리주의 과격파에 대한 지지가 높아졌다. 이것은 간접적으로 1919년 아일랜드 독립 전쟁에 영향을 미쳤다. 사실상 이 분쟁에 뒤이은 아일랜드 자유국의 수립은 영국의 영토 손실로 독일이 입은 손실과 거의 같았고, 독일에 비해 훨씬 더 큰 손실을 입었다. 그러나 새로운 아일랜드 자유국은 대영제국 내에서 여전히 지배권을 유지했다.
제1차 세계대전은 또한 사회민주주의 정당인 노동당의 부상과 자유당의 쇠퇴및 해체로 이어짐으로써 영국 의회의 대대적인 재편을 초래했다. 자유당 총리 H. H. 애스퀴스는 보수당뿐만 아니라 그의 전쟁 처리에 동의하지 않은 데이비드 로이드 조지가 이끄는 자신의 당원들과도 의견이 통합되지 않았다. As애스퀴스는 연립정부 구성에 동의했지만 분쟁은 계속되었고 결국 로이드 조지는 보수당의 협력으로 새로운 연립정부를 구성하기 위해 자유당 파벌을 이끌었다. 1918년 영국 총선에서 연합이 인정해준 보수당과 자유당은 영국 의회에서 압승을 거두었다. 그러나 로이드 조지의 민족자유당와 애스퀴스의 독립 자유당사이의 분열은 당을 치명적으로 약화시켰다. 반면 노동당은 평화주의자와 친전쟁 지도자 사이의 긴장에도 불구하고 단결했고, 전쟁을 영국 노동조합 운동을 확장하는 데 이용했으며, 1918년 국민대표법에 따라 보통선거권을 확립함으로써 이익을 얻어냈다. 그 결과 두 자유당 파벌은 1922년 총선에서 저조한 성과를 거두었고 노동당은 처음으로 공식 야당이 되었다. 자유당은 마지못해 노동당과 협력하여 램지 맥도널드가 이끄는 짧은 소수 내각 구성을 도왔다. 자유당은 애스퀴스가 1928년에 사망할 때까지 완전히 재통합하지 못했고, 그 후 주로 의회가 해산될 경우 신임 및 공급 계약과 연합을 통해 영향력을 표현했다.

### 미국
전쟁에 환멸을 느낀 우드로 윌슨 대통령이 약속한 높은 이상을 달성하지 못한 미국의 상업적 이익은 적어도 대공황이 시작될 때까지 독일에서 유럽의 재건 및 배상 노력에 자금을 지원했다. 독일인과 오스트리아인에게 원조를 제공하는 것이 타당하다는 미국의 의견은 보잉사의 임원인 에드가 고트(Edgar Gott)와 독일 빈곤 여성 및 어린이 구호 위원회(Committee for the Relief of Destitute Women and Children in Germany)의 찰스 오스너(Charles Osner) 위원장이 교환한 서신에서 알 수 있듯이 의견이 분열되었다. 고트는 구호가 동맹국의 손에 고통을 겪은 국가의 시민들에게 먼저 가야 한다고 주장한 반면 오스너는 인도주의적 이상을 보다 보편적으로 적용할 것을 호소했다.미국의 경제적 영향력은 대공황이 도미노 효과를 일으키도록 허용했고 이는 유럽도 대공황 속으로 끌어들였다.

### 프랑스
알자스-로렌은 1871년 프로이센-프랑스 전쟁 이후 프로이센 왕국에 할양되었으나 프랑스로 반환되었다. 1919년 파리 강화회담에서 조르주 클레망소 총리의 목표는 독일이 다음 해에 보복을 하지 않도록 억제하는 것이었다. 이를 위해 협상군 대원수인 페르디낭 포슈 원수는 미래의 프랑스 보호를 위해 라인강애 새로운 프랑스와 독일의 국경을 형성해야 한다고 요구했다. 역사를 바탕으로 그는 독일이 다시 위협이 될 것이라고 확신했고, 독일을 실질적으로 온전하게 남겨둔 베르사유 조약의 조건을 듣고 "이것은 평화가 아니다. 이것은 20년 동안의 휴전이다."라고 했다.
프랑스 영토에 초래된 약탈과 파괴는 베르사유에서 협상된 배상금으로 배상되어야 했다. 이 재정적 부담은 1920년대 내내 프랑스의 외교 정책에 영향을 줬으며, 독일이 배상금 지불하도록 강요하기 위해 1923년 루르 점령으로 이어졌다. 그러나 독일은 초인플레이션으로 비용을 지불할 수 없었고 미국으로부터 지원을 받았다. 따라서 레이몬드 푸앵카레 총리가 루르를 점령한 후 도스 플랜이 협상되었고, 1929년에는 영 플랜으로 협상되었다.
또한 전쟁에서 매우 중요한 것은 세네갈 티레일레르와 인도차이나, 북아프리카, 마다가스카르에서 온 군대를 포함한 프랑스 식민군(전쟁 동안 프랑스가 배치한 총 군대 수의 약 10%에 달함)의 참전이었다. 이들이 고국으로 돌아가 2등 공민 취급을 받으면서 많은 이들의 독립운동의 중핵이 됐다.
더욱이 적대 행위 중에 선포된 전시 상태 하에서 프랑스 경제는 "전시 경제"로 전환할 수 있도록 다소 중앙 집중화되어 고전적 자유주의의 첫 번째 위반을 초래했다.
국민연합 정부에 대한 사회주의자들의 지지(알렉상드르 밀랑의 전쟁 장관 지명 포함)는 노동자 인터내셔널 프랑스 지부(SFIO)가 사회민주주의로 전환하고 "부르주아 정부"에 참여하는 방향으로의 전환을 의미했다. 레옹 블룸은 사회주의 수사를 유지했다.

#### 프랑스 여성들
"그러나 형상 없는 국제 기구와 끊임없는 기계화 대량 학살로 인해 전쟁은 대신 이러한 오래된 이상을 무너뜨렸다." 전쟁이 끝나고 사람들이 집으로 돌아왔을 때 세상은 전쟁 전과는 완전히 다른 곳이었었다. 최전선에서 돌아온 사람들, 심지어 향토전선에 있던 사람들도 남은 이상과 신념의 조각을 주워 재건해야 했다. 제1차 세계 대전 이전에 많은 사람들은 이전의 많은 사람들처럼 이 전쟁이 빠르게 끝날 전쟁이라고 생각했었다. 그러나 과학 기술의 발전과 그에따른 병기들로 인해 전쟁은 상당 부분 교착 상태에 있었고 많은 사람들이 빠르게 끝날 전쟁이라고 생각했던 것을 길고 지독한 전쟁으로 끌어들였다. 프랑스에 너무 많은 죽음과 파괴가 가해졌기 때문에 프랑스 시민의 삶의 방식이 영원히 바뀌었다는 것은 돌이켜보면 놀라운 일이 아니게 되었다.
많은 시민들은 문화의 변화를 보고 사회가 사물을 바라보던 장밋빛 안경을 빼앗긴 전쟁을 비난했다. 피에르 드리외라로셸 과 같은 많은 학자와 작가들은 옷을 벗는 것과 같이 현실에 대한 이 새로운 관점을 설명하는 많은 방법을 찾았다.이러한 새로운 현실과 벗겨진 의복에 대한 비교는 전후 성 역할이 크게 달라졌다는 사실과도 연결되었다.
전쟁 중에는 많은 남성들이 최전선에서 싸우고 있었기 때문에 많은 직업이 여성들에게 맡겨졌었고 이것은 여성에게 이전에 경험하지 못했던 새로운 자유를 주었다. 많은 여성들이 집에 머물면서 집안일을 돌보기를 기대했던 전쟁 이전의 상황으로 돌아가고 싶어하지 않았으나 전쟁이 끝나고 많은 기성세대와 남성들은 여성이 이전의 역할로 돌아가기를 원했다.
성 역할이 매우 엄격하게 정의되고 많은 지역의 문화와 얽혀 있던 시대에, 제1차 세계 대전, 즉 당시에 대전쟁이라고 불린 이후에 얼마나 많은 여성들이 성 역할에 반대했는지를 보는 것은 프랑스 시민들에게는 끔찍했다. 산업혁명이 집 밖에서 공장에서 일할 수 있는 기회를 더 많이 제공한 이후로 성 역할은 시간이 지남에 따라 천천히 변화해 왔지만, 제1차 세계 대전 이후만큼 빠르고 급격한 변화는 없었다. 전쟁 중에 많은 남자들이 보통 남자의 직업으로 여겨졌던 공장 일자리를 뒤로하고 싸우러 나감에 따라 이 일자리를 충원해야 했고 그 일자리를 채울 남성이 없는 대신 그 구멍을 메우기 위해 나섰던 것은 여성이었다. 프랑스는 제1차 세계대전으로 많은 인명 피해를 입었고, 전쟁이 끝난 후에도 많은 일자리를 다시 채울 수 없게 되었다.
사회와 관련된 성 정체성과 성 역할에 대한 논쟁과 논의는 전쟁과 그에 대한 사람들의 입장을 논의하는 주요한 방법 중 하나가 되었다.전쟁으로 인해 사람들은 새로운 현실을 파악하기 위해 고군분투했다. 제1차 세계 대전 이후의 새로운 삶의 방식과 그것이 남성과 여성 모두에게 미치는 영향에 대해 엇갈린 반응이 있었다. 일부 사람들은 전쟁 이후 등장한 새로운 변화을 기꺼이 완전히 수용하는 반면, 다른 사람들은 변화를 전쟁 중에 경험한 모든 공포를 요약한 것으로 보고 변화를 거부했다. 다른 사람들은 삶의 방식과 삶의 방식 사이에서 타협의 길을 찾았고, 전쟁 전후의 이상과 신념을 결합하여 건전한 중간 지점을 찾으려고 노력했다.
전후 토론에서 여성에 관한 논의는 종종 여성을 "현대 여성", "어머니", "싱글 여성"의 세 가지 범주로 나누었다.이러한 범주는 여성이 맡은 역할, 수행한 작업, 행동 방식 또는 보유할 수 있는 신념에 따라 여성에 대한 관점을 깨뜨렸다. 이러한 범주는 또한 전쟁 전후의 성 역할에 대한 관점을 포함하게 되었다. "현대 여성"은 전쟁 후 얼마나 많은 여성이 남성을 위한 일을 하고 성적 쾌락에 참여하며 종종 빠른 속도로 일을 하는지와 관련이 있었고 어머니라는 범주는 전쟁 이전 남편이 일을 하지 않는 동안 집에 머물며 집안일을 하던 여성의 역할과 관련이 있었다. 그리고 "싱글 여성"은 서로 매우 다른 두 사람 사이의 중간 지대였다. "싱글 '여성"은 모든 여성이 결혼할 수 있는 남성이 충분하지 않아 결코 결혼할 수 없는 여성을 대표하게 되었다.
전후 여성과 관련하여 많은 논쟁을 불러일으킨 한 가지는 패션이다. 전쟁 중에는 옷감과 같은 물건이 배급되었고, 사람들은 군대에 충분한 옷감이 될 수 있도록 옷감을 많이 사용하지 않도록 권장했다. 이러한 배급에 대한 항의로 여성들은 일반적으로 무릎 길이 또는 바지와 같은 더 짧은 드레스와 치마를 입었다. 이러한 복장의 변화는 전쟁이 끝난 후에도 많은 여성들이 계속해서 입는 것은 전쟁 전 여성의 의복 규범에 대한 급격한 변화였다. 이러한 변화로 인해 일부 "현대 여성"은 가혹한 빛으로 마치 짧은 드레스와 치마를 입는 것이 그 여성들이 난잡하다는 것을 보여주는 것처럼 묘사되었다.
전쟁에서, 전투에서 돌아온 사람들은 매우 충격을 받았고, 그들에게 평범함을 주기 위해 많이 변하지 않은 집으로 돌아가고 싶어했다. 이 사람들은 많이 변한 집으로 돌아왔을 때 어떻게 해야 할지 몰랐다. 대부분의 사회가 순응하는 매우 정의된 성 역할의 시대는 지났고 외상을 입은 남성들이 이러한 새로운 변화, 특히 여성의 행동 방식의 변화를 받아들이는 것이 종종 어려웠다.

### 이탈리아
1882년 이탈리아는 독일 제국, 오스트리아-헝가리 제국과 함께 삼국 동맹을 맺었다. 그러나 베를린과의 관계가 매우 우호적이 되더라도 이탈리아인들이 이탈리아인이 거주하는 오스트리아-헝가리 제국의 일부인 트렌티노와 트리에스테를 획득하기를 열망했기 때문에 빈과의 동맹은 순전히 형식적인 것으로 남아 있었다.
제1차 세계 대전 동안 이탈리아는 독일과 오스트리아에 합류하는 대신 협상국에 참여했다.이는 동맹이 공식적으로 방어적 특권만을 가졌고 동맹국이 공세를 시작했기 때문에 일어날 수 있는 일이었다. 이탈리아가 동맹국에 대항하는 대가로 런던 조약으로 영국은 비밀리에 이탈리아 트렌티노와 티롤, 브레너, 트리에스테, 이스트리아까지, 피우메를 제외한 모든 달마티아 해안, 알바니아 발로나의 완전한 소유권과 알바니아의 보호령, 터키의 안탈리아,
승전 후, 이탈리아 각료회의 의장인 비토리오 올란도(Vittorio Orlando)와 외무장관인 시드니 손니노(Sidney Sonnino)는 약속된 영토와 가능한 한 많은 다른 땅을 얻기 위해 이탈리아 대표로 파리에 파견되었다.특히 리예카의 지위에 대해 특히 강한 의견이 있었는데, 그들은 윌슨의 14개 조항에 동의하여 이탈리아 인구로 인해 정당하게 이탈리아인이라고 믿었는데, 그 중 9번째는 다음과 같았다.
"이탈리아 국경의 재조정은 명확하게 인식할 수 있는 국적선을 따라 이루어져야 한다."
그럼에도 불구하고 전쟁이 끝날 무렵 협상국은 그들이 특히 중부 유럽과 중동과 관련하여 다른 국가들과 모순되는 협정을 맺었다는 것을 깨달았다. 그의 영어 부족으로 올랜도의 외교력이 억제된 "빅 포" 회의에서 강대국은 트랜티노, 브레너, 자다르의 Dalmatian 항구, 라고스타 섬을 제공했다
다른 모든 영토는 다른 국가에 예속되었고 강대국은 이탈리아의 제국주의 야망에 대해 걱정했다. 특히 윌슨은 그가 인정하지 않은 런던 조약에도 불구하고 이탈리아에 대항하여 달마티아에 대한 유고슬라비아의 권리를 확고히 지지했다.이에 올란도는 분노에 차 회의장을 빠져나갔다. 이것은 단순히 아프리카에서 이전 오스만 제국과 독일 영토를 분할한 영국과 프랑스에 유리한 회담이었다.
이탈리아에서는 불만이 생겨났다. 많은 사람들은 국가가 상당한 혜택을 받지 못한 채 무의미한 전쟁에 참여했다고 느꼈다. "절단된 승리"(vittoria mutilata)라는 아이디어가 Impresa di Fiume("Fiume Exploit")로 이어진 이유였다. 1919년 9월 12일, 민족주의 시인 가브리엘레 단눈치오는 이탈리아 왕립군의 약 2,600명의 군대를 이끌고 도시를 점령하여 연합군(미국, 영국, 프랑스) 점령군을 철수시켰다.
"절단된 승리"는 이후 이탈리아 파시스트 선전의 중요한 부분이 되었다.

### 중국
중화민국은 협상국 중 하나였다. 전쟁 중에 그들은 수천 명의 노동자를 프랑스로 보냈었다. 1919년 파리 평화 회의에서 중국 대표단은 중국에서 서구 제국주의 제도의 종식을 요구했지만 거절당했다. 중국은 1898년 이후 독일 식민통치 하에 있던 자오저우만 영토를 키아우츠초우만 임대 영토로 최소한 공식적으로 복원할 것을 요청했다. 그러나 협상국은 중국의 요청을 거부하고 대신 독일의 모든 전쟁 전 영토와 중국에 대한 권리를 일본에 양도하는 것을 승인했다. 그 후 중국은 베르사유 조약에 서명하지 않고 대신 1921년 독일과 별도의 평화 조약을 체결했다.
톈진에 있는 오스트리아-헝가리와 독일 제국 조계지는 중국 정부의 관리하에 놓였다. 1920년에는 러시아의 조계지 지역도 점령했다.
서방 연합국이 중국을 희생시키면서 일본의 영토 야욕에 실질적으로 참여함으로써 중국의 5.4 운동은 이후 중국 역사에 지대한 영향을 미쳤던 사회적, 정치적 운동으로 이어졌다. 5.4 운동은 종종 중국 민족주의의 탄생으로 인용되며, 국민당과 중국 공산당 모두 이 운동을 그들 자신의 역사에서 중요한 시기로 간주했다.

### 일본
1902년 일본이 영국과 체결한 조약으로 인해 일본도 전쟁 중 협상국 중 하나였다. 영국의 지원으로 일본군은 독일 제국 해군의 동아시아 연합 기지를 포함하여 중국 산동에 있는 독일 영토를 공격했다. 독일군은 패배하여 1914년 11월 일본에 항복했고 일본 해군은 또한 서태평양에 있는 독일의 여러 섬(마리아나 제도, 캐롤라인 제도, 마셜 제도)을 점령하는 데 성공했다.
1919년 파리 평화 회의에서 일본은 전쟁 중 중국도 협상국 중 하나였음에도 불구하고 중국 산둥성에 대한 독일의 모든 전쟁 전 권리를 부여받았다. 일본 제국 해군이 점령한 독일 태평양 섬 소유물에 대한 남해 위임통치령뿐만 아니라 나머지 지방 전체에 걸쳐 있었다. 또한 일본은 국제연맹 이사회 상임이사국이 되었다. 그럼에도 불구하고 서방 열강은 베르사유 조약의 일부로 "인종 평등" 조항을 포함시키려는 일본의 요청을 거부했다. 산둥은 1922년 워싱턴 해군 회의 기간 동안 미국의 중재를 거쳐 중국의 통제권으로 복귀했다. 웨이하이는 1930년에 이어졌다.

## 영토 획득과 손실

### 제1차 세계 대전 이후 영토 또는 독립을 획득하거나 되찾은 국가
- 아르메니아, 아제르바이잔, 조지아, 핀란드, 에스토니아, 라트비아, 리투아니아 : 러시아 제국으로부터 독립
- 호주: 독일령 뉴기니, 비스마르크 군도, 나우루의 통제권 획득
- 오스트리아: 헝가리로부터 영토(Őrvidék) 획득
- 벨기에: Eupen-Malmedy와 Ruanda-Urundi의 아프리카 영토를 독일 제국으로부터 통제권 획득
- 벨라루스 인민 공화국: 러시아 제국으로부터 여러 도시를 장악함
- 체코슬로바키아: 오스트리아 제국(보헤미아, 모라비아, 실레지아 일부)과 헝가리(주로 상부 헝가리와 카르파티아 루테니아)로부터 영토 획득
- 단치히 자유시: 독일 제국으로부터 독립한 반자치 자유 도시
- 덴마크: 독일 제국으로부터 1920년 슐레스비히 국민투표 이후 노르드슐레스비히 획득
- 프랑스: 독일 제국으로부터 알자스-로렌과 다양한 아프리카 식민지를, 오스만 제국으로부터 중동 영토를 획득과 아프리카와 중동의 이득은 공식적으로 국제 연맹 위임
- 그리스: 불가리아로부터 서부 트라키아 획득
- 아일랜드: 아일랜드 자유국(섬의 약 5/6)이 영국으로부터 독립함(그러나 자치령으로서 여전히 대영제국의 일부로서 독립)
- 이탈리아: 오스트리아-헝가리 제국으로부터 남티롤, 트리에스테, 이스트리아, 자다르 획득
- 일본: 중국과 남해 위임통치로부터 자오저우 만과 산둥 반도의 대부분을 획득함(둘 다 전쟁 전 독일 제국에 의해 통제)
- 뉴질랜드: 독일령 사모아의 지배권 획득
- 폴란드: 오스트리아 제국, 독일 제국, 러시아 제국, 헝가리의 일부 영토 획득(이전 아르바와 세페스 카운티의 작은 북부 지역).
- 포르투갈: 키옹가 항구 통제권 획득
- 루마니아: 헝가리 왕국으로부터 트란실바니아, 바나트, 크리샤나, 마라무레슈 일부, 오스트리아 제국으로부터 부코비나, 불가리아로부터 도브루자, 러시아 제국으로부터 베사라비아를 되찾음
- 남아프리카 공화국: 남서아프리카의 지배권 획득
- 터키: 카르스 조약에서 러시아 제국으로부터 아르메니아 고원의 일부를 장악했으나 전체적으로는 영토 손실
- 우크라이나 인민 공화국: 러시아 제국으로부터 독립하고 브레스트-리토프스크 조약에서 소비에트 러시아에 의해 인정됨
- 영국: 아프리카와 중동에서 국제연맹 위임통치 획득
- 유고슬라비아: 세르비아 왕국, 보스니아 헤르체고비나 왕국, 크로아티아-슬라보니아 왕국, 오스트리아 제국(카르니올라 공국의 일부, 달마티아 왕국)과 헝가리(무라코즈, 무라비데크, 바라냐, 바츠카, 바나트의 일부)로부터 일부를 획득

### 제1차 세계 대전 이후 영토 또는 주권을 상실한 국가
- 오스트리아: 오스트리아-헝가리 제국에서 시스라이타니아의 후계 국가
- 불가리아: 그리스에 서부 트라키아 상실, 세르비아(유고슬라비아)에 피린 마케도니아 및 서부 아웃랜드 일부 상실
- 중국: 자오저우 만과 산둥 대부분을 일시적으로 상실
- 독일: 독일 제국의 후계 국가
- 헝가리: 오스트리아-헝가리 제국에서 센트이슈트반 왕관령의 후계 국가
- 몬테네그로: 세르비아와의 연합 선언 후 세르비아, 크로아티아, 슬로베니아 왕국에 편입됨
- 러시아 SFSR, 러시아 제국의 후계 국가
- 터키: 오스만 제국의 후계 국가
- 영국: 아일랜드 자유국으로서 아일랜드 대부분을 상실, 1922년 이집트, 1919년 아프가니스탄 상실

## 사회적 외상
서방 전쟁의 경험은 이후 모든 참전국에 일종의 집단적 국가적 트라우마로 이어졌을 것으로 일반적으로 추정된다다. 1900년의 낙관주의는 완전히 사라졌고 투쟁한 사람들은 고통에서 완전히 회복되지 않았기 때문에 "잃어버린 세대"로 알려진 사람들이 되었다. 그 후 몇 년 동안 유럽의 많은 사람들이 개인적으로나 공개적으로 애도했다. 수천 개의 마을과 마을에 기념비가 세워졌다.
결혼 적령기의 영국 남자들이 너무 많이 죽거나 다쳐서 한 여학교의 학생들은 10%만이 결혼할 것이라는 경고를 받았다.1921년 영국 인구 조사에서는 잉글랜드와 웨일즈에서 19,803,022명의 여성과 18,082,220명의 남성이 발견되었으며, 이는 신문에서 "200만 잉여"라고 부르는 172만 명의 차이였다.1921년 인구 조사에서 남성 1,000명당 25~29세의 독신 여성은 1,209명이었다. 1931년에는 50%가 여전히 미혼이었고, 그들 중 35%는 아직 아이를 낳을 수 있는 동안 결혼하지 않았다.
1923년 초에 스탠리 볼드윈은 군축 연설에서 영국이 직면한 새로운 전략적 현실을 인식했다. 독가스와 민간인에 대한 공중폭격은 제1차 세계대전의 새로운 발전이었다. 영국 민간인은 수세기 동안 침략을 두려워할 심각한 이유가 없었다. 따라서 적의 폭격기에서 투하된 독가스의 새로운 위협은 미래의 전쟁이 발발할 때 일어날 민간인 사망에 대해 극도로 과장된 견해를 불러일으켰다. 볼드윈은 "폭격기는 항상 통과할 것"이라는 그의 진술에서 이것을 표현했다. 유럽에서 힘의 균형을 유지하려는 영국의 전통적인 정책은 더 이상 영국 본토 인구를 보호하지 못했다.
그 세대의 희생을 소름끼치게 상기시키는 한 가지 사실은 이것이 대부분의 이전 전쟁에서 사망의 주요 원인이었던 질병보다 전투에서 더 많은 사람이 사망한 국제 분쟁의 첫 번째 사례 중 하나라는 사실이었다.
이 사회적 트라우마는 다양한 방식으로 드러났다. 일부 사람들은 민족주의와 그것이 초래했다고 믿었던 것에 반발하여 국제연맹과 같은 조직을 통해 보다 국제주의적인 세계를 향해 일하기 시작했다. 평화주의는 점점 대중화되었고 다른 사람들은 가상의 문명 개념을 존중하지 않는 혼란스럽고 비인간적인 세계에서 보호를 위해 의지할 수 있는 것은 오직 군사력뿐이라고 생각하면서 정반대의 반응을 보였다. 확실히 환멸감과 냉소주의가 뚜렷해졌다. 허무주의가 인기를 끌었으며 많은 사람들은 전쟁이 자본주의와 제국주의의 붕괴를 포함하여 그들이 알고 있던 세상의 종말을 예고한다고 믿었다. 전 세계의 공산주의 및 사회주의 운동은 이 이론에서 힘을 얻었고 이전에는 결코 알지 못했던 수준의 인기를 누렸다. 이러한 감정은 중부 유럽, 러시아, 프랑스와 같이 전쟁의 직접적 또는 특히 가혹한 영향을 받은 지역에서 가장 두드러졌다. 오토 딕스, 게오르게 그로스, 에른스트 바를라흐, 케테 콜비츠와 같은 예술가들은 무뚝뚝한 그림과 조각으로 그들의 경험이나 사회의 경험을 표현했다. 마찬가지로 에리히 마리아 레마르크와 같은 작가는 자신의 경험을 자세히 설명하는 암울한 소설을 썼다. 이 작품들은 사회에 큰 영향을 미쳐 많은 논란을 불러일으키고 전쟁에 대한 상충되는 해석을 부각시켰다. 독일에서 나치를 포함한 독일 민족주의자들은 이 작업의 많은 부분이 퇴폐적이며 사회의 결속력을 약화시키고 죽은 자를 불명예스럽게 한다고 믿었다.

## 탄약의  잔해

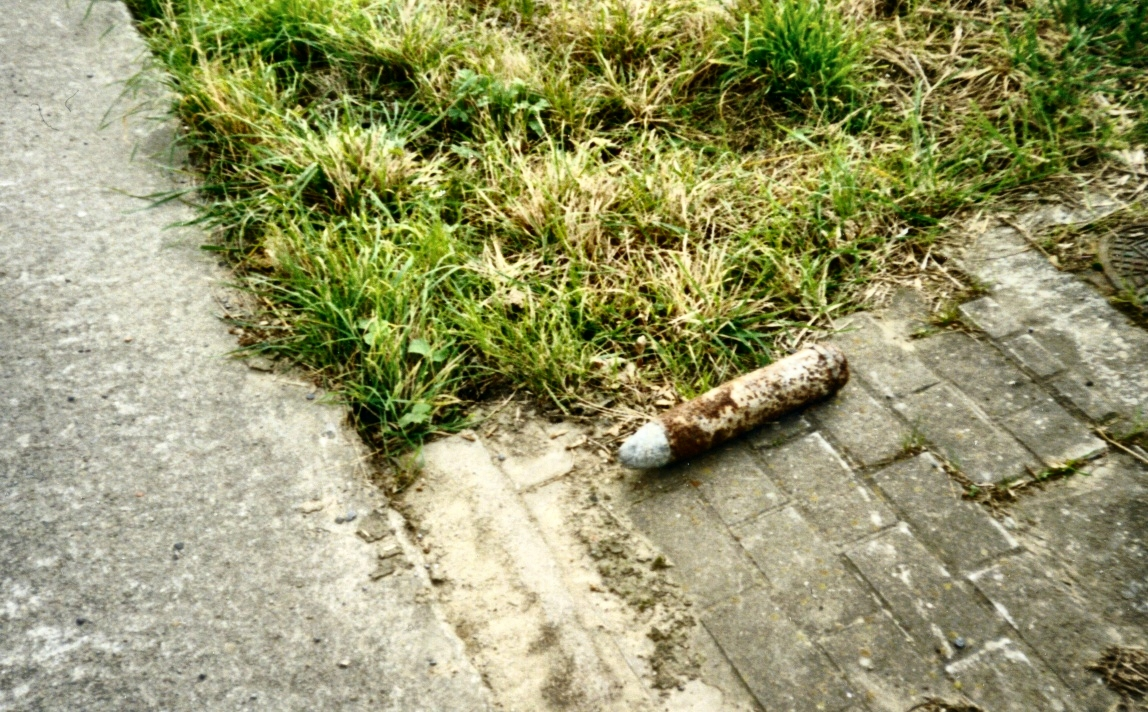
2004년 벨기에 Ypres 근처에서 군대가 처리하기 위해 들판 옆에 남겨진 제1차 세계대전 병기

프랑스의 샹파뉴 지역과 같이 참호와 전선이 위치한 지역 전체에 폭발하지 않은 무기가 많이 남아 있으며 그 중 일부는 여전히 위험하며 21세기에도 계속해서 부상을 입히고 때때로 사망에 이르게 하기도 한다. 일부는 밭을 갈고 있는 농부들에 의해 발견되며 철 수확이라고 불리며 이 탄약 중 일부에는 겨자 가스와 같은 독성 화학 제품이 포함되어 있다. 주요 전장의 청소는 앞으로 수십 년 동안 끝이 보이지 않는 지속적인 작업이다. 분대는 벨기에, 프랑스, 독일에서 매년 두 차례의 세계 대전에서 폭발하지 않은 수백 톤의 탄약을 제거, 해체 또는 파괴한다.

## 기록

### 전쟁 기념관
호주 전쟁 기념관, 캔버라, 호주
자유 기념관, 캔자스시티, 미주리, 미국
Jutland 전투 기념관, Thyborøn, Jutland, 덴마크
컬럼비아 특별구 전쟁 기념관, 워싱턴, DC, 미국
보몬트-하멜 뉴펀들랜드 기념관
기념비, 런던, 영국
Menin Gate Memorial, 이프르, 벨기에
티에프발 기념관
Passchendaele의 Tyne Cot 실종자 추모비
베르됭 기념 박물관
Vimy Ridge 기념관, Vimy, 프랑스
갈리폴리 기념관, 터키
기억의 사원, 멜버른, 호주
아일랜드 국립 전쟁 기념 정원, 더블린, 아일랜드
아일랜드 평화 공원, Messines, 벨기에 섬
국립 전쟁 기념관, 오타와, 온타리오, 캐나다
국립 전쟁 기념관, 세인트 존스, 뉴펀들랜드, 캐나다
Kriegerdenkmal auf dem Neroberg, 비스바덴, 헤센, 독일
Sacrario militare di Redipuglia, 폴리아노 레디푸글리아, 이탈리아
루마니아 Mărășești 영묘

### 무명 용사의 무덤
무명 영웅 기념비, 베오그라드, 세르비아
Amar Jawan Jyoti, 뉴델리, 인도
무명 용사의 무덤, 오타와, 온타리오, 캐나다
개선문, 파리, 프랑스 영국 런던 웨스트민스터 사원의 무명용사의 무덤
미지의 무덤, 알링턴 국립묘지, 버지니아, 미국
Tomba del milite ignoto, 로마, 이탈리아
호주 전쟁 기념관, 캔버라, 호주
무명의 전사의 뉴질랜드 무덤, 웰링턴, 뉴질랜드
무명 용사의 무덤, 신타그마 광장, 아테네, 그리스
무명 용사의 무덤, 부쿠레슈티, 루마니아
Batalha Monastery, Batalha, Portugal의 무명 용사의 무덤
폴란드 바르샤바 무명 용사의 무덤

## 같이 보기
- 국제 관계 (1919년-1939년)
- 전간기